# Christian Brahm
Christian Brahm Sprenger; (Valdivia, 14 de septiembre de 1858 - Puerto Montt, 29 de mayo de 1930). Agricultor y político chileno. Hijo de Jan Brahm Fuchslocher, de Silesia y Gertrudis Sprenger Ellwanger, de Noruega. Contrajo matrimonio con Ana María Appel Biewer (1887).
Estudió en el Liceo de Valdivia. Se dedicó luego a la agricultura y ganadería en la zona de Llanquihue, en los terrenos de sus padres, quienes llegaron como colonos a la zona.
Miembro del Partido Liberal Democrático. 
Fue regidor del Cabildo de Puerto Montt (1894-1897) y alcalde de la Municipalidad de Puerto Montt (1897-1900). Reelegido alcalde de Puerto Montt (1905-1910 y 1915-1920). 
Durante su gestión como edil de Puerto Montt, inauguró en 1910 el ferrocarril a Osorno y comenzó la transformación de la ciudad como puerto de enlace con los territorios de Aysén y Magallanes, lo que generó un auge en la ciudad con el desarrollo de la actividad comercial y del transporte.